# Josune Arakistain Salas
Josune Arakistain Salas (Lastur, Guipúzcoa, 30 de abril de 1996) es una cantautora y música vasca, conocida por ser la vocalista de la banda Huntza.
En el año 2013 fue la ganadora del premio Euskal Herriko Trikitilari Gazteen Txapelketa, donde reconocen a jóvenes músicos que tocan el instrumento trikitixa.
En 2022, bajo el nombre artístico Süne, lanzó un tema llamado Sunday junto a DJ Rikki.Siguieron una colaboración con En Tol Sarmiento, con la canción Gu geu garena, y por último, otro sencillo con Moonshine Wagon llamado Orainari. 
El 12 de abril de 2024 se estrenó Lau korapilo en plataformas digitales, sencillo adelanto de su primer álbum en solitario.
El 14 de noviembre de 2024 salió a la venta su primer álbum en solitario con título AMAINEMAN.

## Discografía

### Con Huntza
Álbumes de estudio
- Ertzetatik (2016)
- Lumak (2017)
- Xilema (2018)
- Ezin ezer espero (2021)

### Como SÜNE
Sencillos
- Sunday (feat. Rikki) (2021)
- Orainari (2023)
- Lau Korapilo (2024)
- Milaka Lore (feat. Antía Muriño, Greta Ch'aska) (2024)
- Txitxarro (2024)
- Kantauri (feat. Huntza) (2024)
- Hori bai (2024)
- Ondo dago (2024)
- Kopa (2024)
- Urruti (2024)
- Muxu bana (2024)